# イヴァン・スヴィト
イヴァン・スヴィト（ウクライナ語: Іва́н Васи́льович Сві́т、イヴァン・スヴィトラノフ、1897年4月27日 - 1989年3月8日）はハルビンのウクライナ人コミュニティの新聞『満州通信』の編集者、ジャーナリスト、歴史家、郵趣家、ウクライナ独立運動活動家。また、在満洲の日本軍と在ハルビンのウクライナ居留民の仲介役となった。

## 生涯
イヴァン・スヴィトは、1897年4月27日にウクライナのハルキウ州クピャンスク市で生まれた。出生時の名前はイヴァン・スヴィトラノフ。ハルキウ神学校で学んだが、宗教への興味を失い、ハルキウ大学物理学部の数学科に入った。
1917-1918年にアメリカへ渡りたいと思うようになり、極東で司祭をしていた叔父を頼ってウラジオストクに行き、海軍の本部や通信社などで働いた。
1922年に赤軍が来るとスヴィトはハルビンに亡命した。その後、ウクライナ語による雑誌『正直な言葉
』が発行されるようになると、ウクライナ人らしく聞こえるように名字を短くし、イヴァン・スヴィトというペンネームで活動するようになった。
1930年代以降、ハルビンにおいてスヴィトは主に日本人と接触していた。 
彼は同地で満鉄ハルビン事務所との協力を始め、その関係は第二次世界大戦終結まで続いた。彼はハルビンにおいてウクライナ関連ページを担当する記者を経て「ウクライナ民族の家」（ウクライナ・クラブ）の運営に関わり、ウクライナ人コミュニティで影響力を保つ一方、ソ連、ウクライナ、日本に関する時事問題をはじめ歴史についての著作を多数発表した。
ドイツとソ連の戦争が始まった1941年の夏にスヴィトは上海に転居し、ハルビンで開いていた切手店を再開した。戦後はアメリカに移住した。1972年、スヴィットは渡米して著書『日本とウクライナの相互関係 1903-1945』を著した。
スヴィトによれば、ウクライナ人と日本人との政治的関係は日露戦争に始まり、第一次世界大戦期にはウラジオストクなどで接触を続け、シベリア出兵時にも両者の接触があったが、それらはあまり大きな意味を持たなかったとしている。
スヴィトについてはオリガ・ホメンコと岡部芳彦の研究が知られている。

## 著作
- 『ハルビンにおけるウクライナの家 ウクライナ移民の一年半の活動日記』（1933年）
- 『ウクライナの極東』（1934年）
- 『アジアにおけるウクライナ人運動小史』（1937年）
- 『ウクライナと日本の相互関係 1903-1945』
- 『ウクライナと日本の相互関係 1903-1945：歴史的概観と観察』
- 『チタにおけるウクライナ人裁判（1923-1924年）』（1964年）